# Hristo Zlatinski
Hristo Evtimov Zlatinski (in bulgaro Христо Евтимов Златински?; Goce Delčev, 22 gennaio 1985) è un ex calciatore bulgaro, di ruolo centrocampista.

## Carriera

### Club
Ha giocato con Pirin, Lokomotiv Plovdiv e Lokomotiv Sofia.

### Nazionale
Ha rappresentato la Nazionale bulgara Under-21.

## Palmarès

### Club

#### Competizioni nazionali
- Campionato bulgaro: 2

Ludogorec: 2013-2014, 2014-2015
- Coppa di Bulgaria: 1

Ludogorets: 2013-2014
- Supercoppa di Bulgaria: 1

Ludogorets: 2014